# Les noies del balcó

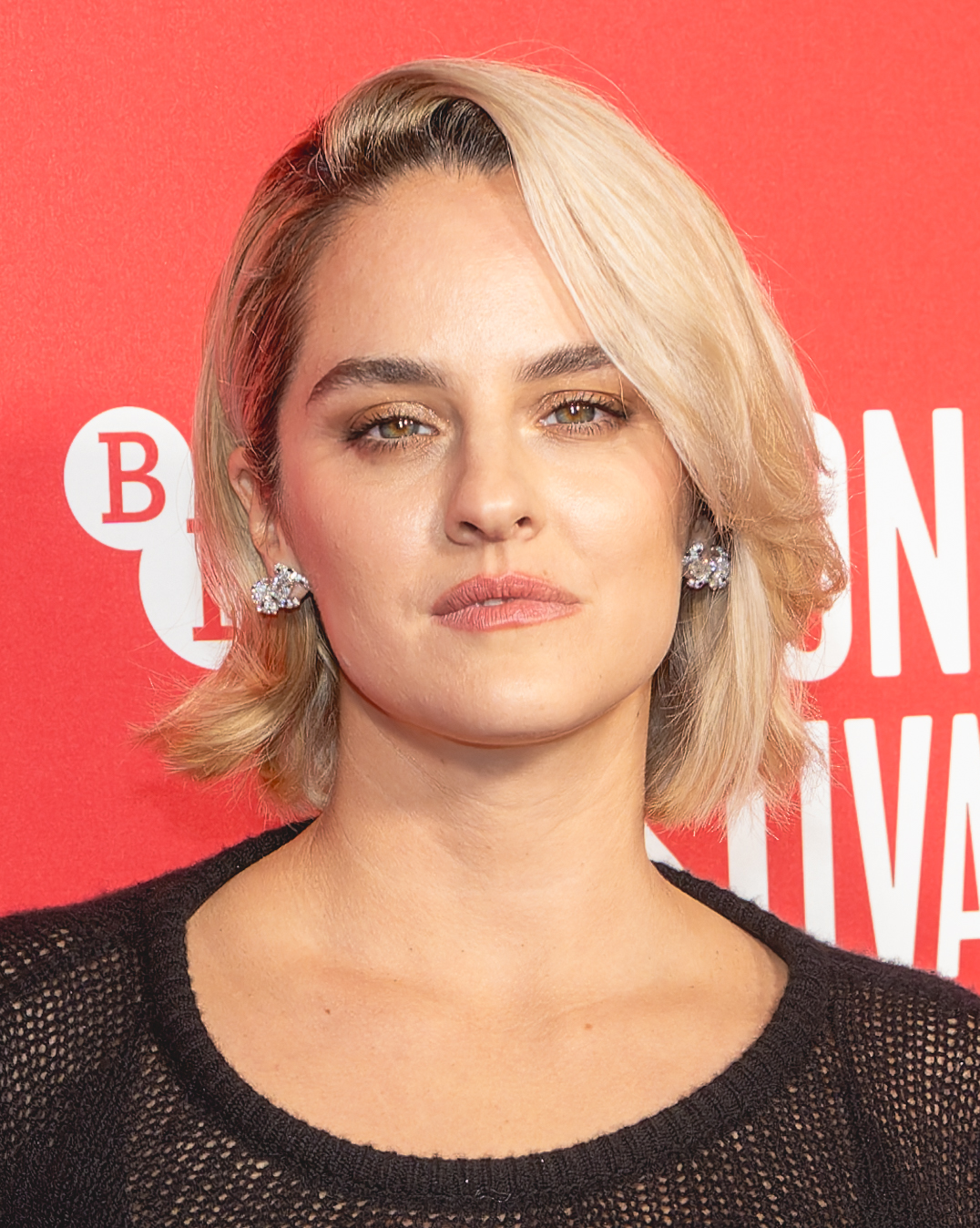
Noémie Merlant (2024)

Les noies del balcó (títol original en francès, Les Femmes au balcon) és una pel·lícula de comèdia de terror francesa del 2024 dirigida, coescrita i protagonitzada per Noémie Merlant. La pel·lícula, coprotagonitzada per Souheila Yacoub i Sanda Codreanu, segueix tres dones joves durant una onada de calor al sud de França. S'ha subtitulat al català.
La pel·lícula es va estrenar a la secció Midnight Screenings del 77è Festival de Cinema de Canes el 19 de maig de 2024, on va competir per la Palma Queer.
El rodatge principal va començar el 10 de juliol de 2023 a Marsella i va durar set setmanes.